# 레스터 백작부인 페트로닐라 드 그랑메닐
레스터 백작부인 페트로닐라 드 그랑메닐(Petronilla de Grandmesnil, Countess of Leicester, 약 1212년생)은 "블랑크메인" (1190년생)으로 알려진 제3대 레스터 백작 로베르 드 몽포르의 아내였다. 오랜 미망인 생활 끝에 그녀는 1212년 4월 1일 사망한 후 레스터 수도원에 묻혔다.
연대기 작가 조던 판토스미는 로베르 백작과 그의 아내 페트로닐라가 1173-1174년 사이에 헨리 청년왕이 그의 아버지 헨리 2세를 상대로 일으킨 반란에 참여했다고 썼다. 조던은 로베르 백작이 헨리 왕에 대한 불만 때문에 참여했으며, 백작부인이 왕의 편에서 싸우던 잉글랜드인들에게 “잉글랜드인들은 자랑은 잘하지만 싸움에는 서툴다.”라는 경멸적인 발언을 했다고 전한다.
페트로닐라 백작은 남편과 함께 아룬델 백작과 험프리 3세 드 보훈의 지휘 아래 잉글랜드군에 대항하는 군사 작전에 동행했다. 그녀는 마지막 결전 중에 도망쳤지만 결국 도랑에서 발견되어 생포되었는데, 연대기에 따르면 "백작의 아내는 물에 빠져 자결하려고 했으나 오델의 사이먼이 그녀를 건져냈다: '부인, 계획을 포기하고 어서 나오세요! 전쟁은 결국 이기고 지는 문제입니다." 기록에 의하면 생포될 당시 그녀는 남성용 갑옷을 입고 있었는데, 칼과 방패가 달린 메일 하우버크를 입고 있었다고 한다.
로베르 백작이 생포되어 재산을 몰수당하자 페트로닐라 백작부인은 석방되었고, 백작이 계속 수감되어있는 동안 로베르는 그녀에게 아버지의 유언장에 명시된 유산을 해제해달라고 편지를 썼다.